# Gamle Vesterbroa
Gamle Vesterbroa ligger nedenfor den nye Vesterbrua. Broen blev bygget i 1938. Broen ligger i Kristiansand Kommune, Vest-Agder.
58°08′45″N 7°58′59″Ø / 58.14583°N 7.98306°Ø